# ایباوالا
ایباوالا (به لاتین: Ibbawala) یک منطقهٔ مسکونی در سری‌لانکا است که در استان جنوبی (سری‌لانکا) واقع شده‌است.